# Joaquín Ruíz-Giménez
|  | Per a altres significats, vegeu «Joaquín Ruiz-Giménez Cortés». |

Joaquín Ruiz-Giménez (12 de setembre de 1854, Jaén – 16 de juny de 1934, Madrid) fou un advocat i polític espanyol, va ser ministre d'Instrucció Pública i Belles Arts, ministre de Foment i ministre de Governació durant el regnat d'Alfons XIII.

## Biografia
Estudià dret a la Universitat de Granada i durant un temps es va dedicar al periodisme. Membre del Partit Liberal, fou director del seu òrgan La Regencia i va iniciar la seva carrera política com a diputat per Jaén a les eleccions generals espanyoles de 1881. A les eleccions generals espanyoles de 1898 va obtenir un escó per Guadalajara, i a partir de llavors va obtenir un escó a les tres següents legislatures per Madrid i des de 1905 un escó novament per Jaén que repetiria els anys 1907 i 1910, essent nomenat senador vitalici el 1911.
Ministre d'Instrucció Pública i Belles Arts entre el 13 de juny i el 27 d'octubre de 1913 fou també titular de la cartera de Governació entre el 30 d'abril de 1916 i el 19 de maig de 1917. Així mateix va ser governador de Madrid el 1905, va ser president del Consell d'Estat d'Espanya i Alcalde de Madrid quatre cops (1912-1913, 1915-1916, 1922-1923 i 1931). Fou pare del polític Joaquín Ruiz-Jiménez Cortés.
En 1921 va ingressar en la Reial Acadèmia de Ciències Morals i Polítiques. Fou membre de la Reial Acadèmia de la Història, Fill Predilecte de Jaén i Adoptiu de Madrid i degà d'Honor del Col·legi d'Advocats de Jaén.

## Obres
- Apuntes para la historia de la provincia de Jaén (1879)
- Bocetos históricos (1880)
- Por Madrid (1901)
- Nacionalización y municipalización de los servicios colectivos (1921)